# Farní sbor Českobratrské církve evangelické v Brně I

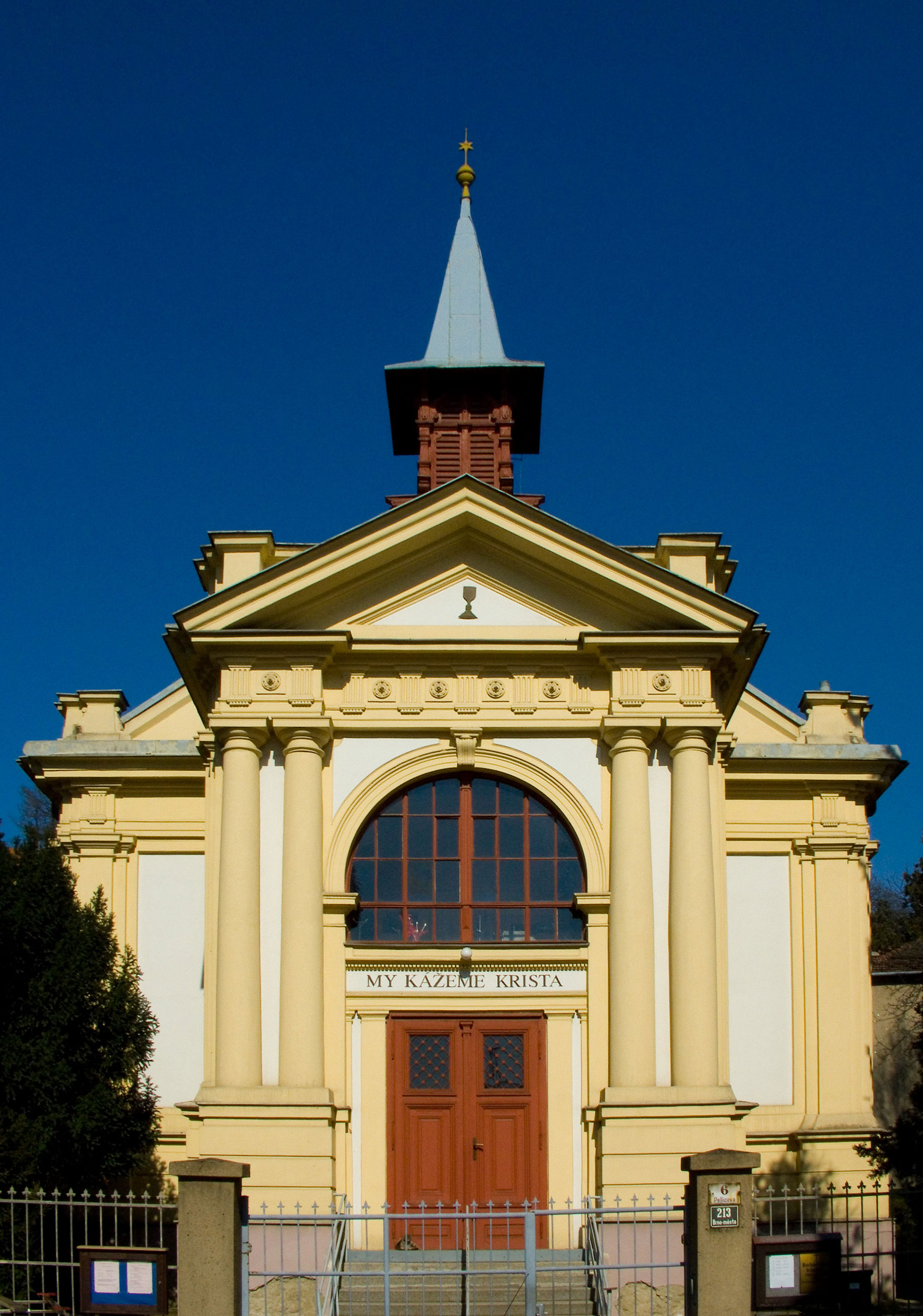
Betlémský kostel

Farní sbor Českobratrské církve evangelické v Brně I je jedním ze čtyř sborů Českobratrské církve evangelické v Brně. Sbor spadá pod Brněnský seniorát. Bohoslužby se konají v Červeném kostele a Betlémském kostele, centrem sborového života je pak fara v Opletalově ulici. Sbor má kazatelskou stanici v Újezdě-Rychmanově s vlastní kostelem.
Duchovními sboru jsou farář Iva Květonová a Ondřej Macek. Dále ve sboru působí pastorační pracovník Jakub Marek. Kurátorem sboru je Petr Zukal.